# Atlácatl
Atlácatl (Cuzcatlán, siglo XVI) es el nombre que la tradición salvadoreña ha dado al histórico último gobernante del Señorío de Cuzcatlán que enfrentó al conquistador español Pedro de Alvarado en 1524.

## Biografía

### Origen
El indígena Atlacatl sería originario de Cuzcatlán (hoy Antiguo Cuscatlán); y dirigía gran parte de lo que conocemos en la actualidad como el occidente y centro de El Salvador, siendo el Wey taketzani o takateku (título del gobernante) del Señorío de Cuscatlán, título de Gobernante de dicho territorio. Probablemente sería hijo de Tunaltut, gobernante nahua mencionado por el cronista del siglo XVII Francisco Antonio de Fuentes y Guzmán en su Recordación Florida

### Laconquistay fallecimiento
Según la segunda carta de relación de Pedro de Alvarado, cuando él y su ejército llegaron a Atehuan (hoy cantón Ateos) recibió un mensaje del gobernante de Cuzcatlán en el cual aceptaba su rendición.
Cuando Alvarado arribó a la ciudad, según su carta de relación, encontraría a todo el pueblo alzado qué paulatinamente se retiraría a las montañas. Sin embargo según lo escrito por Fray Bartolomé de las Casas, al llegar Alvarado solicitó a los pobladores de la ciudad a que le trajesen, a lo que los indígenas le dieron hachuelas de cobre (qué tenían un poco de oro), al darse cuenta de eso Alvarado mandó a esclavizar y marcar a los indígenas de la localidad, por lo que el gobernante y sus ciudadanos se movieron a las montañas.
Alvarado enviaría una carta al gobernante cuzcatleco para pedir que se rindiera, sin embargo el nativo contestaría: «Si quieres nuestras armas ven a traerlas a las montañas».
Furioso, el conquistador atacó muchas montañas en las cuales murieron muchos caballos, españoles e indígenas auxiliares, partiendo del señorío de Cuzcatlán el 4 de julio de 1524.
En 1525 se fundaría la villa española de San Salvador, que sería atacada y abandonada al año siguiente; más adelante, dicha villa sería refundada el 1 de abril de 1528, en ese momento el Señorío de Cuzcatlán sería completamente conquistado y poco tiempo después se daría la batalla del Peñón de Cinacantan (qué sería la última gran batalla de los nativos). No se sabe cuál fue el accionar del gobernante cuzcatleco en esos momentos, probablemente en algún momento fue derrotado. Según Bartolomé de las Casas, él vio herrado (esclavizado y marcado) al hijo del gobernante cuzcatleco.

## Dudas acerca del nombre
De acuerdo al historiador Jorge Lardé y Larín, el año 1855 el abate Charles Étienne Brasseur de Bourbourg efectuó la traducción del idioma cakchiquel al francés de un manuscrito al que llamó Memorial de Tecpán - Atitlán, e hizo una transcripción del numeral 150 del texto donde consignó que «Pedro de Alvarado arribó a Cuscatlán y dio muerte a Atlácatl y a los señores de su corte». Este escrito sería reproducido por otros autores en los años siguientes como Juan Gavarrete en el Boletín de la Sociedad Económica de Guatemala (1873); Daniel G. Brinton en The Annals of the Cakchiqueles (1885) y Georges Raynaud en Les Manuscrits précolombiens (1893). Asimismo, autores salvadoreños retomaron esta versión, entre ellos Carlos Arturo Imendia (1903) y Juan José Laínez (1905).
Recién en el año 1948 el guatemalteco Adrián Recinos realizó una traducción directa del cakchiquel al castellano del documento, el cual tituló Memorial de Sololá. Tradujo el antedicho numeral 150 de la manera siguiente: «Veinticinco días después de haber llegado a la ciudad (de Iximchée o Tecapán - Guatemala) partió Tonatiuh (Pedro de Alvarado) para Cuzcatan, destruyendo de paso a Atacat (o Escuintla). El día 2 Queh (el 9 de mayo de 1524) los castellanos mataron a los de Atacat (o Escuintla)...».
De acuerdo con esta traducción, Atacat, Atágat o Atlácatl era el nombre dado por los cakchiqueles a la región mayoritariamente yaqui (nahua o pipil) de la actual Escuintla (denominada en fuentes contemporáneas como Isquintepeque) y no el nombre de un soberano como había estipulado Bourbourg.

## El busto de Atlácatl
Es una obra realizada por el escultor salvadoreño Valentín Estrada, quien trata de plastificar en bronce la figura del Atlácatl que llegó a El Salvador en 1928 desde España. Se encuentra ubicado en el parque Atonal ubicado en el corazón de la colonia Atlácatl, del municipio de San Salvador. Cuenta con 2.20 metros de alto.